# Tetragona beebei
Tetragona beebei là một loài Hymenoptera trong họ Apidae. Loài này được Schwarz mô tả khoa học năm 1938.